# Сріблянка (зупинний пункт)
Срібля́нка — пасажирський залізничний зупинний пункт у межах Шевченківського залізничного вузла Шевченківської дирекції Одеської залізниці.
Розташований в однойменній місцевості міста Сміла, Смілянський район, Черкаської області на лінії Імені Тараса Шевченка — Золотоноша I між станціями Імені Тараса Шевченка (4 км) та Сміла (3 км).
На платформі зупиняються приміські електропоїзди.